# 夢を見させて
「夢を見させて」（ゆめをみさせて）は、カルロス・トシキの4枚目のシングル。1994年2月1日に日本コロムビアから発売された。

## 解説
本作は、3枚目の「PASSION」にも参加した和泉常寛と芹沢類、2枚目の「I Love Japan」にも参加したJuliaが楽曲制作している。
「夢を見させて」はソロになってから初のタイアップ・ソングである。
本作のリリース後、同年に鷹橋敏輝と改名して「FOREVER」を東芝EMIから発売することになった。

## 収録曲
作詞：芹沢類
1. 夢を見させて
  - 作曲：Julia、編曲：新川博
  - テレビ東京系『TVチャンピオン』エンディング・テーマ
2. 午後の事情
  - 作曲：和泉常寛、編曲：大阪哲也
3. 夢を見させて（オリジナル・カラオケ）